# Sabaton (nhóm nhạc)
Sabaton là một ban nhạc heavy / power metal đến từ Falun, Thụy Điển. Hầu hết các bài hát của ban nhạc này được viết về các sự kiện lịch sử như chiến tranh hoặc chủ nghĩa anh hùng.

## Lịch sử

### Hình thành và những album đầu tiên (1999–2009)
Sabaton được thành lập vào tháng 12 năm 1999. Sau khi những bài hát đầu tiên được thu âm trong phòng thu của Peter Tägtgren, The Abyss, Sabaton đã được một vài hãng thu âm liên hệ. Ban nhạc đã hát với hãng nhạc Underground Symphony của Ý, sau đó đã phát hành ra thị trường quốc tế CD quảng cáo Fist for Fight. Đĩa được chắt lọc từ hai đoạn băng demo được ghi từ năm 1999 đến năm 2000, nhằm quảng bá cho các bản Sabaton sắp phát hành. Năm 2002, một album mới, Metalizer đã được thu âm và được cho là sẽ được phân phối bởi Underground Symphony như là album đầu tay của ban nhạc. Sau hai năm chờ đợi, trong đó ban nhạc đã tổ chức nhiều buổi biểu diễn khác nhau trên khắp Thụy Điển, album này đã bị bỏ dở.

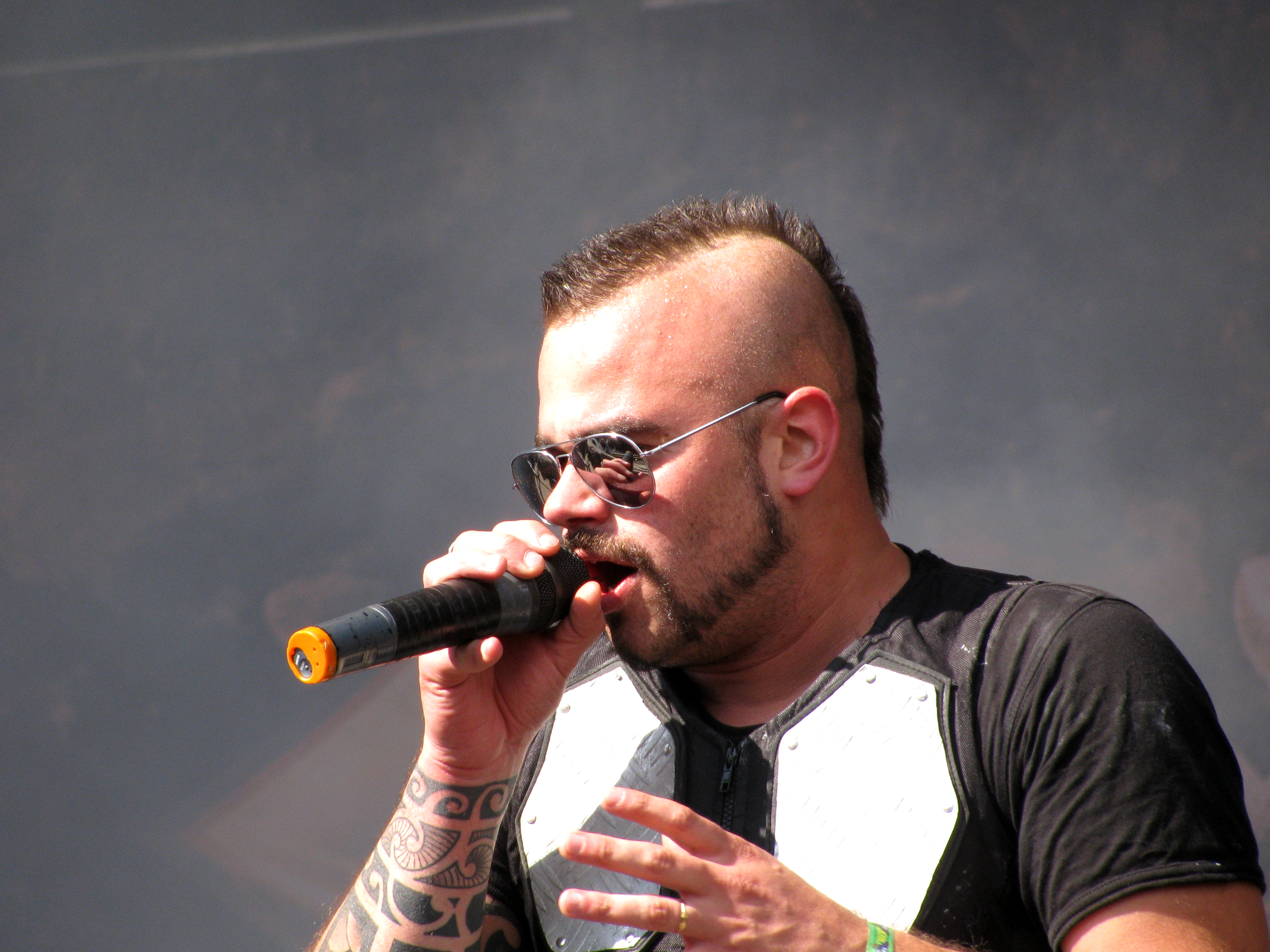
Joakim Brodén trình diễn tại Global East Rock Festival ở Ukraine 2010

## Đĩa nhạc
- Primo Victoria (2005)
- Attero Dominatus (2006)
- Metalizer (2007)
- The Art of War (2008)
- Coat of Arms (2010)
- Carolus Rex (2012)
- Heroes (2014)
- The Last Stand (2016)
- The Great War (2019)
- Bismarck (2019)